# シルヴァー・ポニー
『シルヴァー・ポニー』（Silver Pony）は、アメリカ合衆国の歌手、カサンドラ・ウィルソンが2010年に発表したアルバム。日本で先行発売された。スペインにおけるライヴ録音と、ニューオーリンズにおけるスタジオ録音が混在した内容である。

## 背景
アルバムのタイトル及びジャケットは、ウィルソンの幼少時の思い出に基づいている。ある日、自宅の近所にポニーを連れた男が来て、代金を払えば写真を撮ると言い、兄は断ったがウィルソンはポニーに乗り写真を撮ってもらったという。なお、本作のCDブックレット中には、ジャケット・デザインの元になった実際の写真も掲載されている。
「恋人よ我に帰れ」や「セント・ジェームズ病院」は、前作『ラヴァリー〜恋人のように』（2008年）でも録音された曲のライヴ・ヴァージョン。「サドル・アップ・マイ・ポニー」は、チャーリー・パットンが「ポニー・ブルース」というタイトルで発表した曲のカヴァーで、ウィルソンは『デイリー・テレグラフ』紙のインタビューで「巷ではロバート・ジョンソンなら少しは知られていて、彼がデルタ・ブルースの父とみなされているけど、チャーリーこそが真のパイオニアなのよ」と語っている。
「ウォッチ・ザ・サンライズ」はジョン・レジェンドが提供した曲で、レジェンドはレコーディングにもボーカルとピアノで参加した。なお、The Rootに掲載されたウィルソンのインタビューによれば、レジェンドはウィルソンのアルバム『ニュー・ムーン・ドーター』（1995年）を愛聴していたとのことで、「私は驚いたし、光栄に思ったけど、彼に会ってみると本当に謙虚な人だった」と語っている。

## 反響・評価
アメリカでは総合アルバム・チャートのBillboard 200入りを逃すが、『ビルボード』のジャズ・アルバム・チャートでは6位、トップ・ヒートシーカーズでは21位を記録した。
Steve Leggettはオールミュージックにおいて5点満点中4点を付け「ウィルソンと彼女のバンドは、秀逸かつ殆ど継ぎ目のない音楽一式を創造し、実に多くの領域を探求している一方で、まとまりも取れている」と評している。また、Lewis J. WhittingtonはAll About Jazzにおいて5点満点中4.5点を付け「『シルヴァー・ポニー』のタイトであり雑多でもあるプログラムは、ジャズ／ブルース歌手カサンドラ・ウィルソンが絶好調にあることを表している」と評している。

## 収録曲
特記なき楽曲はカサンドラ・ウィルソン、レジナルド・ヴィール、ハーリン・ライリー、ジョナサン・バティステ、マーヴィン・スーウェル、レカン・ババロラの共作。
1. 恋人よ我に帰れ - "Lover Come Back to Me" (Oscar Hammerstein II, Sigmund Romberg) - 6:51
2. セント・ジェームズ病院 - "Went Down to St. James Infirmary" (Traditional) - 7:14
3. セビリアの夜 - "A Night in Seville" - 3:00
4. シルヴァー・ムーン - "Beneath a Silver Moon" - 6:39
5. サドル・アップ・マイ・ポニー - "Saddle Up My Pony" (Charley Patton) - 9:32
6. イフ・イッツ・マジック - "If It's Magic" (Stevie Wonder) - 4:34
7. フォーティ・デイズ・アンド・フォーティ・ナイツ - "Forty Days and Forty Nights" (Bernard Roth) - 4:59
8. シルヴァー・ポニー - "Silver Pony" - 0:36
9. ア・デイ・イン・ザ・ライフ・オブ・ア・フール - "A Day in the Life of a Fool" (Luíz Bonfá, Carl Sigman) - 7:35
10. ブラックバード - "Blackbird" (John Lennon, Paul McCartney) - 6:46
11. ウォッチ・ザ・サンライズ - "Watch the Sunrise" (John Stephens, Luke Laird, Steven Dale Jones) - 3:31

## 参加ミュージシャン
- カサンドラ・ウィルソン - ボーカル、シンセサイザー、バスドラム
- ラヴィ・コルトレーン（英語版） - サクソフォーン(on 4.)
- ジョン・レジェンド - ボーカル、ピアノ(on 11.)
- マーヴィン・スーウェル - ギター
- ジョナサン・バティステ - ピアノ、ローズ・ピアノ
- レジナルド・ヴィール - アコースティック・ベース、エレクトリックベース
- ハーリン・ライリー - ドラムス
- レカン・ババロラ - パーカッション
- ヘレン・ジレット - チェロ、ヴィエール(on 11.)
- ブランドン・ロス - アコースティック・ギター(on 11.)
- ルーク・レアード - アコースティック・リズム・ギター(on 11.)